# Juan Víctor Joya
Juan Víctor Joya, vollständiger Name Juan Víctor Joya Cordero, (* 24. Februar 1934 in Lima, Peru; † 29. März 2007 in Lima) war ein peruanischer Fußballspieler.

## Spielerlaufbahn

### Verein
Der als kraftvoller und schneller Spieler beschriebene Joya stand von seinem Debüt im Jahre 1953 bis 1959 in Reihen des peruanischen Klubs Alianza Lima. Dort wurde er 1954 und 1955 peruanischer Meister sowie je nach Quellenlage 1957 oder 1958 peruanischer Torschützenkönig mit 17 erzielten Treffern in 18 Spielen. Anschließend spielte er 1960 kurzzeitig für den argentinischen Klub River Plate. Von dort wechselte er zu Peñarol. Bei den Montevideanern gehörte er von 1961 bis 1969 zum Kader der in der Primera División spielenden Mannschaft. Joya lief mit der Trikotnummer 11 auf und wurde in Uruguay als „Negro el Once“ bezeichnet. Diese Bezeichnung ist wohl auf den Radiokommentator Hebert Pinto zurückzuführen. Auch wurde er als „Dueño de la Olímpica“ (Eigentümer der Olímpica) benannt, da Joya, der zuvor in Peru als Mittelstürmer eingesetzt worden war, von Roberto Scarone auf der linken Angriffsseite aufgestellt wurde und somit bei den Heimspielen vor der dortigen Tribüne Tribuna Olímpica agierte. Er gewann insgesamt sechs Landesmeistertitel in seiner Zugehörigkeitszeit zu den Aurinegros. Diese verteilten sich auf die Jahre 1961, 1962, 1964, 1965, 1967 und 1968. 1961 siegte er mit seinem Verein zudem bei der seinerzeit noch als Copa Campeones de América bezeichneten Copa Libertadores. Joya stand dabei in beiden Finalspielen in der Startelf. Als weiterer Titelgewinn des Jahres 1961 ist der Sieg im Weltpokal verzeichnet, wozu Joya mit je einem Einsatz sowohl im Rück- als auch im Entscheidungsspiel beitrug. 1962 steht für Peñarol die Teilnahme an den Finalspielen der Copa Campeones de América zu Buche, in denen der uruguayische Klub dem brasilianischen Vertreter FC Santos letztlich die Trophäe überlassen musste. Joya wirkte auch dort in den Finalspielen mit. Erneut 1966 gelangten die Aurinegros in die Copa-Libertadores-Finalrunde und bezwangen dort River Plate aus Buenos Aires. Joya bestritt auch diese Partien und traf dabei im Hinspiel zum 2:0-Endstand. In jenem Jahr wiederholte Peñarol auch den Weltpokal-Triumph. Bei der diesbezüglichen Ausspielung des Titels gegen Real Madrid wirkte Joya ebenfalls mit. 1969 holte er mit seinem Klub die Trophäe der Supercopa de Campeones Intercontinentales nach Uruguay. Insgesamt bestritt der Linksaußen für die Montevideaner 132 Partien, in denen er 56 Tore erzielte. 216 Spiele und 96 Tore weist seine gesamte Karrierebilanz auf. Im Laufe seiner Karriere spielte Joya zudem in seiner peruanischen Heimat 1970 für Juan Aurich und auch eine Station bei Concepción de Lima ist verzeichnet. Bis 1974 sind für Joya weitere Stationen auf Amateurebene bei Sud América (1971), Cinco Esquinas de Pando (1972), Defensor de Paso de los Toros (1973), Atlante de Chicago (1974) und Deportivo Tagner de Chicago geführt.

### Nationalmannschaft
Joya war auch Mitglied der A-Nationalmannschaft Perus, für die er sowohl an der Südamerikameisterschaft 1957 als auch an der nächsten Ausspielung jenes Turniers im Jahre 1959 teilnahm. Bei der erstgenannten Veranstaltung in seiner peruanischen Heimat steht für Joya lediglich ein torloser Einsatz zu Buche, während er beim Turnier in Argentinien sechs Länderspiele absolvierte und zwei Tore erzielte. Insgesamt kam er für Peru neunmal auf internationaler Ebene zum Einsatz und schoss drei Länderspieltore. Auch für die Celeste lief er zwischen 1962 und 1965 in einigen Freundschaftsspielen auf.

### Erfolge
- 2× Weltpokal: 1961, 1966
- Supercopa de Campeones Intercontinentales: 1969
- 2× Copa Libertadores (Copa Campeones de América): 1961, 1966
- 6× Uruguayischer Meister: 1961, 1962, 1964, 1965, 1967, 1968
- 2× Peruanischer Meister: 1954, 1955